# Wörthstraße 29 (München)

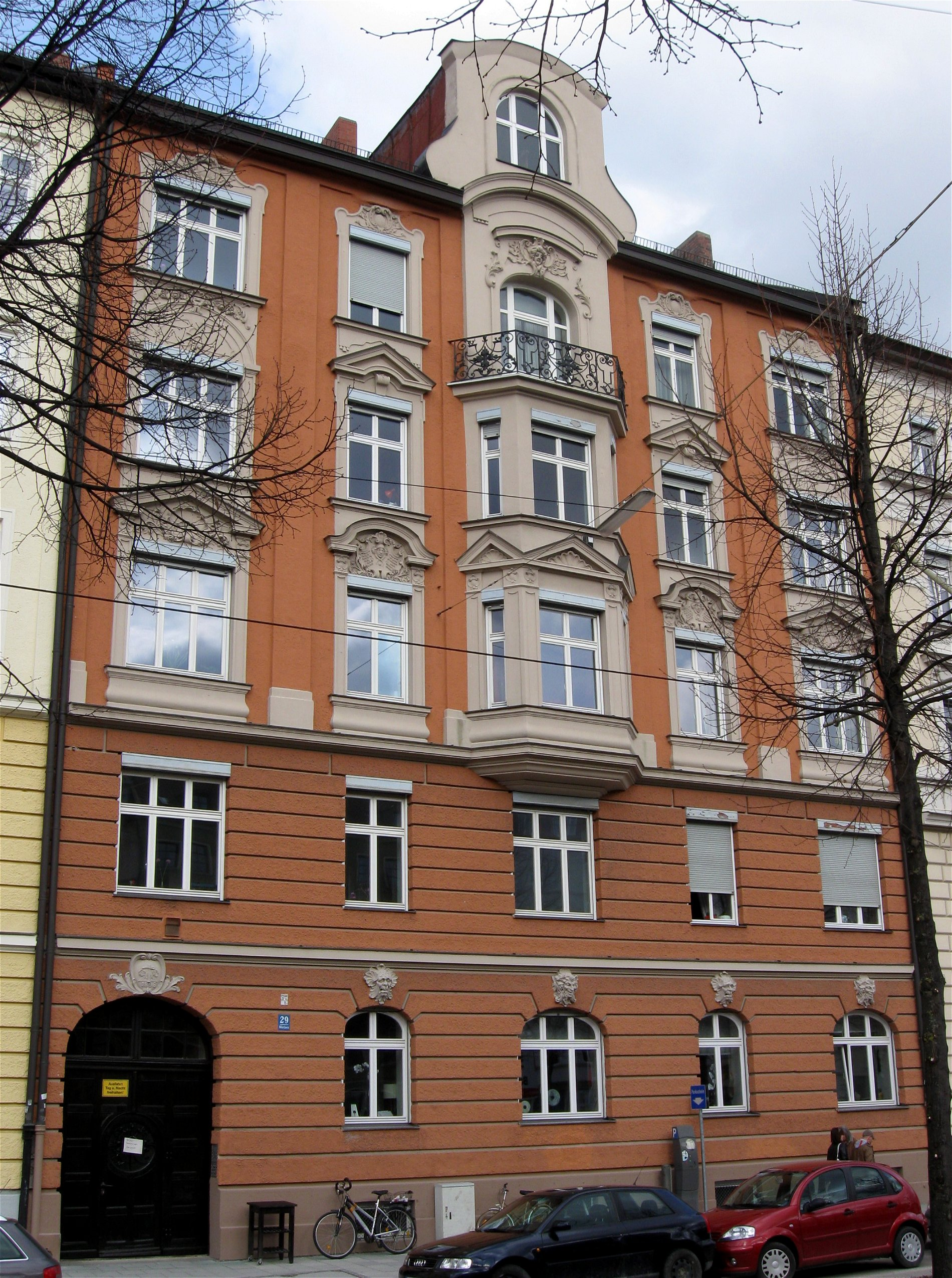
Haus Wörthstraße 29 in München-Haidhausen

Das Haus Wörthstraße 29 ist ein denkmalgeschütztes Mietshaus im Münchner Stadtteil Haidhausen.

## Beschreibung
Der neubarocke Bau wurde im Jahr 1896 nach den Plänen des Architekten Ernst Schnetzler errichtet. Das fünfgeschossige Haus ist mit einem Erker, der mit einem Schmuckgiebel abschließt, versehen. Fratzenköpfe und reicher Stuckdekor schmücken die Fassade. 

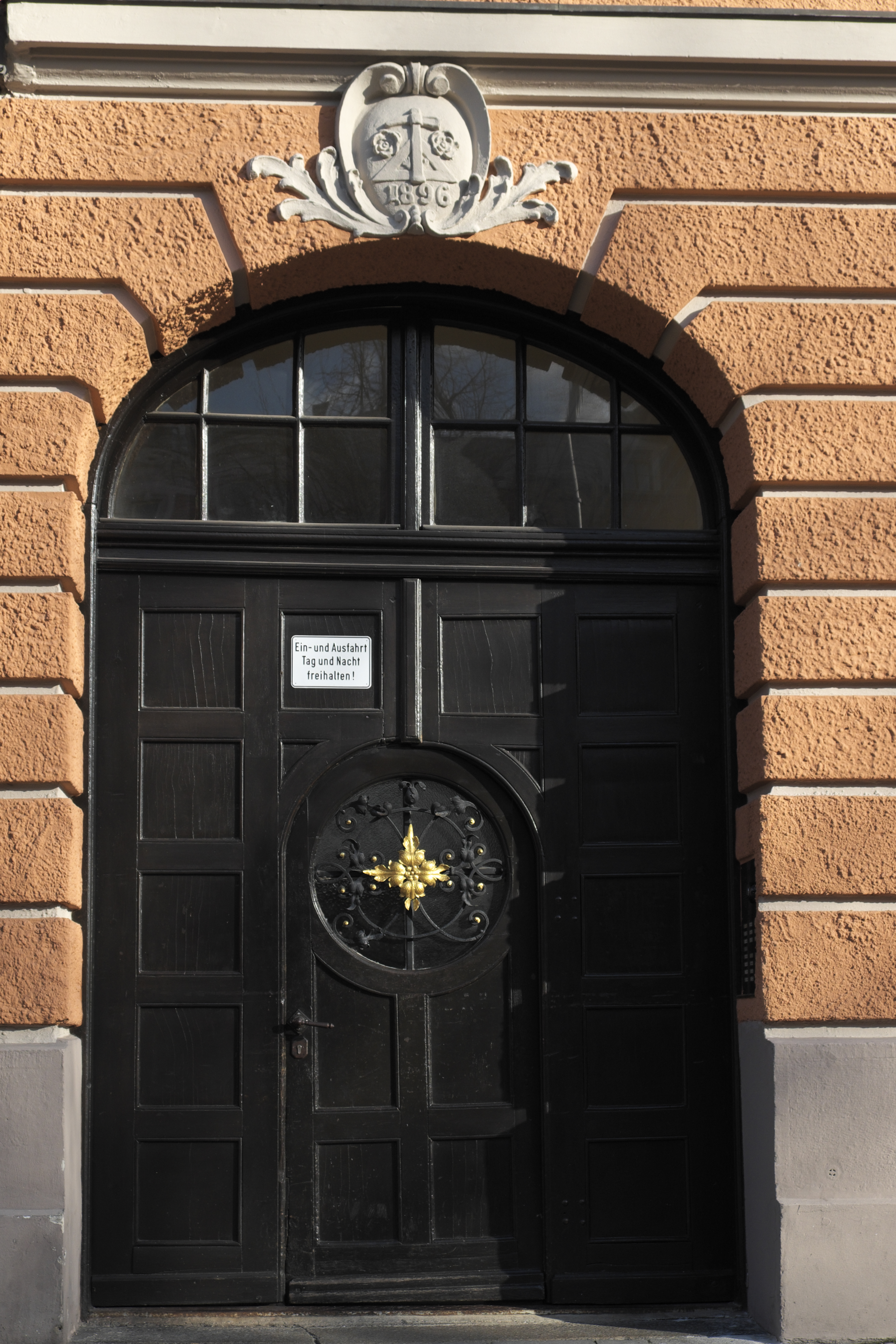
Portal
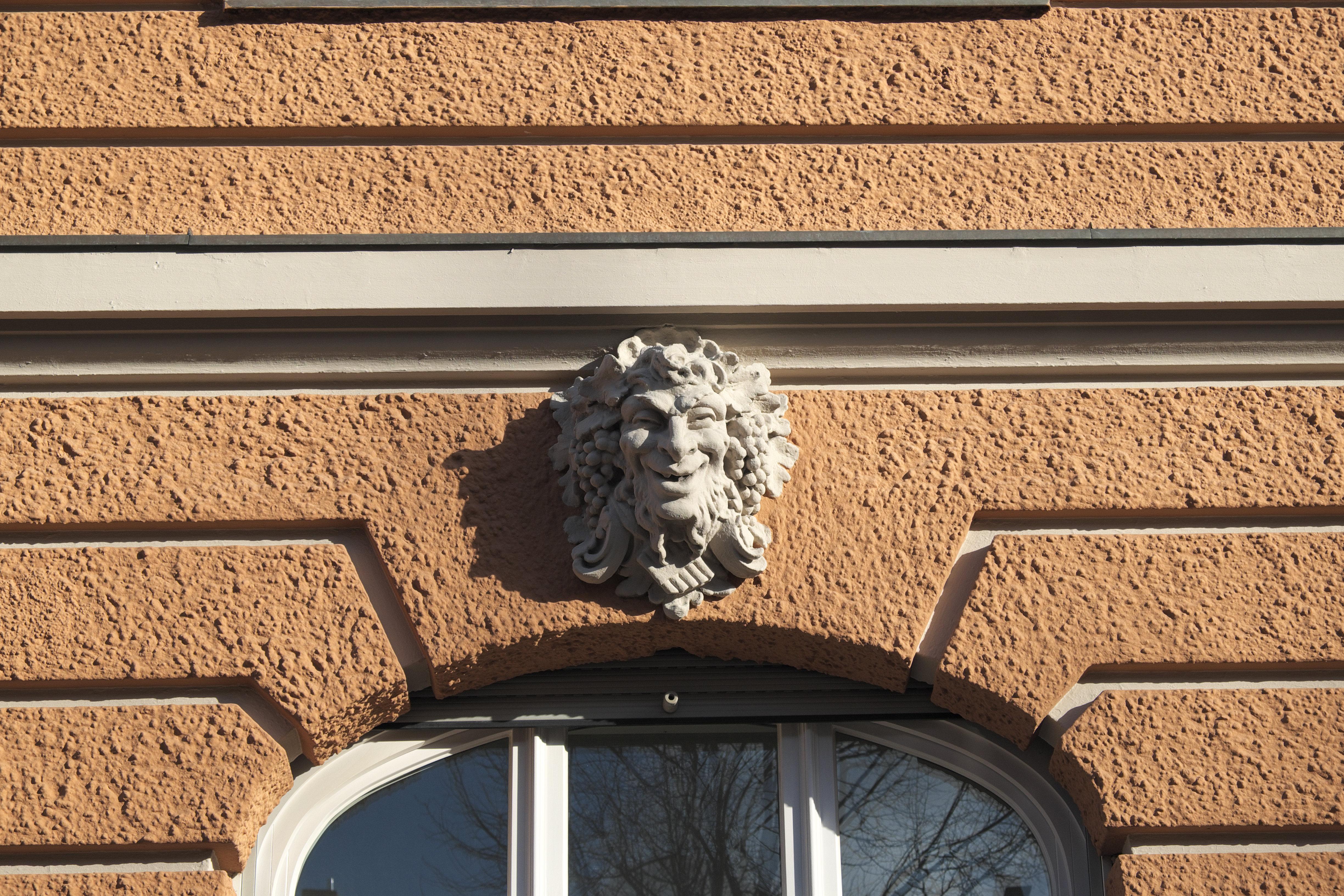
Mascaron
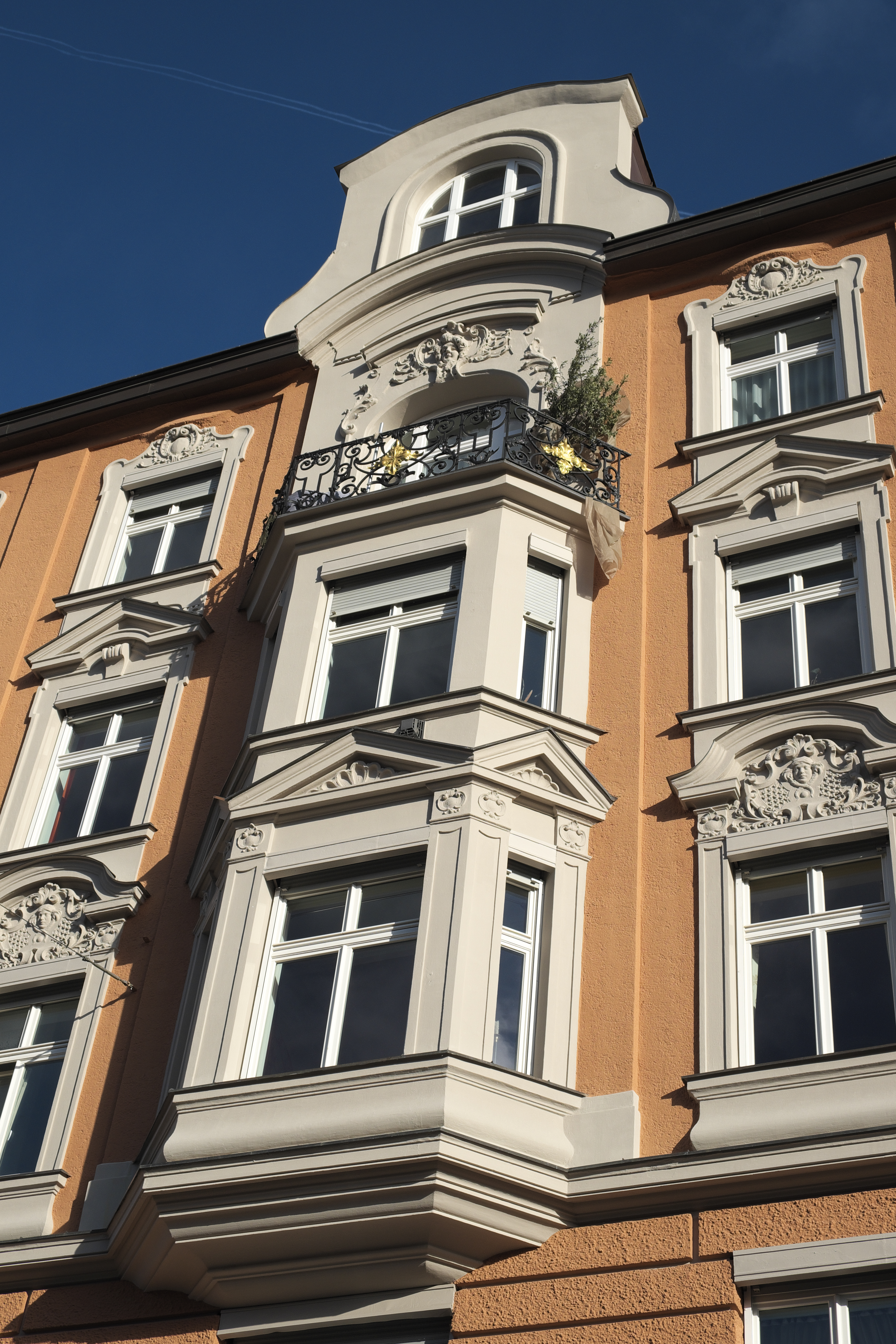
Erker
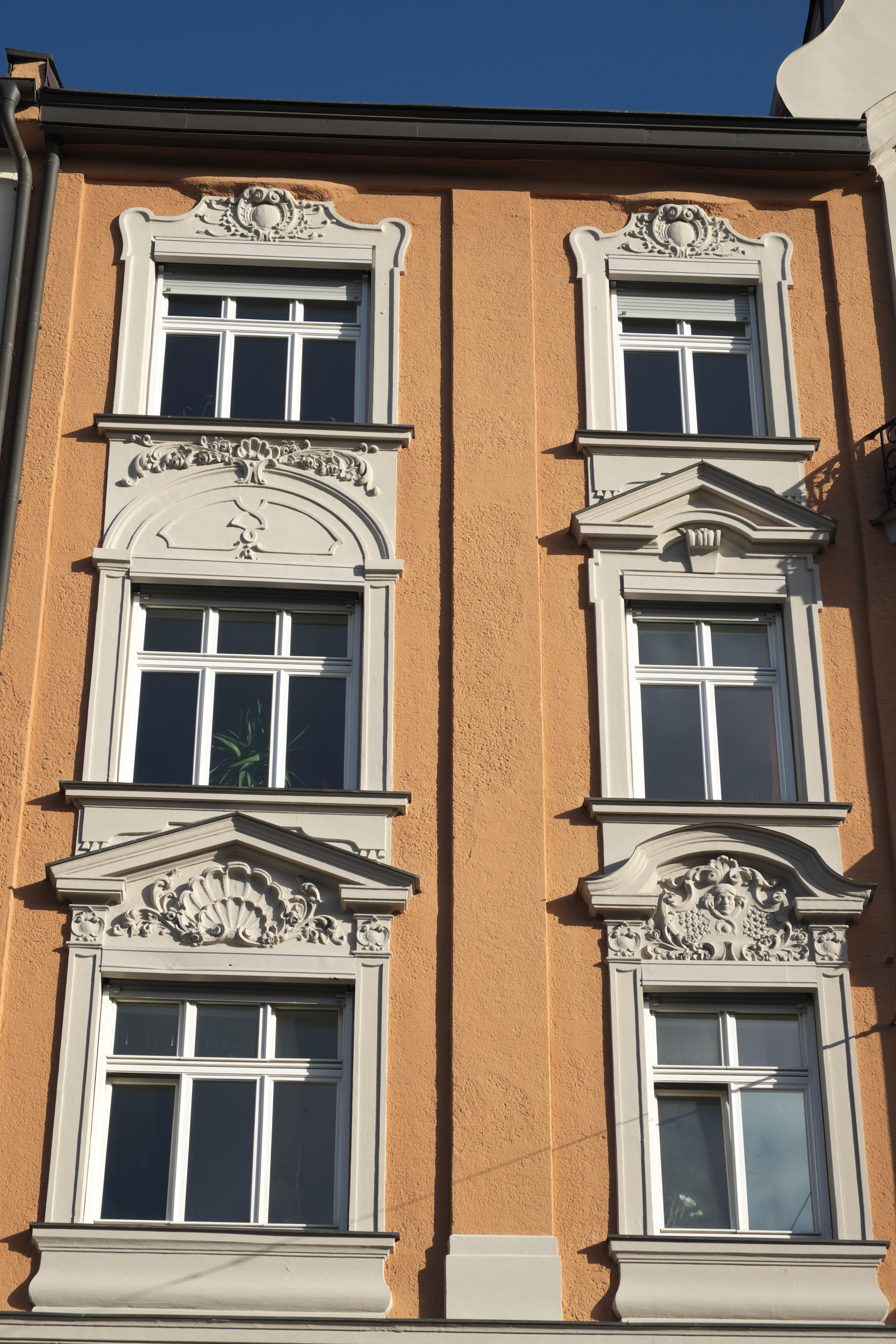
Fenster mit Stuckdekor